# کیمبال ماسک
کیمبال ریوْ ماسک (انگلیسی: Kimbal Reeve Musk؛ زادهٔ ۲۰ سپتامبر ۱۹۷۲) رستوران‌دار، سرآشپز، سرمایه‌گذار و طرفدار محیط زیست اهل آفریقای جنوبی است. وی مالک رستوران‌های کیچن در ایالت کلرادو و شهرهای شیکاگو و ایندیاناپلیس است. وی همچنین رئیس و یکی از بنیان‌گذاران سازمان بیگ گرین است که کارش ساخت کلاس‌های آموزشی با نام «پردیس‌های آموزش» در فضای آزاد بیرون مدارس در سرتاسر آمریکاست. کیمبال همچنین رئیس و یکی از بنیانگذاران شرکت «اسکوئر روتس»، یک شرکت کشاورزی شهری در بروکلین است که مواد غذایی را در کانتینرهای حمل و نقل هیدروپونیک سرپوشیده و در دمای کنترل‌شده تولید می‌کند. وی از اعضای هیئت مدیرهٔ شرکت تسلا و اسپیس‌اکس است و از سال ۲۰۱۳ تا ۲۰۱۹ میلادی، یکی از اعضای هیئت مدیرهٔ چیپوتلی بود. کیمبال برادر کوچکتر ایلان ماسک و یکی از سهامداران عمدهٔ شرکت تسلا است.
کیمبال در سال ۱۹۹۵ با برادرش ایلان شرکت زیپ۲ را پایه‌گذاری کردند که در سال ۱۹۹۹ با پرداخت ۳۰۷ میلیون دلار به مالکیت کامپک درآمد.

## مناقشه‌ها
رستوران‌های زنجیره‌ای کیمبال ماسک، وجوهی را تحت عنوانِ «صندوق خانواده» برای پوشش دوران تنگنا و شرایط اضطراری فردی، از کارمندانش جمع‌آوری می‌کرد، اما در طول همه‌گیری کووید ۱۹ در سال ۲۰۲۰، رستوران‌ها برای همیشه تعطیل شدند و کارمندان از وجوهی که تا آن هنگام برای روزهای اینچنینی پرداخت کرده‌بودند، محروم شدند. بعدها رستوران‌ها دوباره بازگشایی شدند، اما این صندوق، وجوه جمع‌آوری‌شده را به کارمندانِ پرداخت‌کننده بازنگرداند. کیمبال ماسک بعداً از تصمیم خود برای حذف این صندوق کمک‌های اضطراری و نگه‌داشتن وجوه آن دفاع کرد.